# Kertaungaran
Kertaungaran is een bestuurslaag in het regentschap Kuningan van de provincie West-Java, Indonesië. Kertaungaran telt 3076 inwoners (volkstelling 2010).